# Torsten Stiig Jansen
Torsten Stiig Jansen (født 24. juli 1963) er en dansk journalist. Han begyndte sin karriere på Ekstra Bladet for i 1996 at flytte til DR hvor han arbejdede som udlands-reporter, USA korrespondent, Udlandschef og nyhedsvært på TV Avisen.
Han forlod DR i 2007 efter at have fået stillingen som kulturattaché på Kongeriget Danmarks ambassader i Washington D.C..
I dag beklæder han stillingen som associate partner i Public affairs bureauet, LEAD Agency i København. Jansen har skrevet flere bøger, den seneste "Sprækker. Om rystelserne i venskabet mellem USA og Danmark" blev udgivet af forlaget Gyldendal i 2020. Bogen indeholder interviews med alle nulevende danske statsministre (2019).